# Gaëtan Tarantino
Pour les articles homonymes, voir Tarantino.
 (avril 2011).
Gaëtan Tarantino, né le 19 octobre 1977 à Aix-en-Provence, est un artiste peintre abstrait belge.

## Biographie
Calligraphe inspiré par le graffiti, fondateur et leader d’un groupe actif dans le graffiti belge, il est le fondateur et le coordinateur artistique de l’asbl Tarantino.
Gaetan Tarantino quitte Aix-en-Provence en 1985 pour vivre en Belgique. C’est dans les rues de Bruxelles qu'il découvre le graffiti en 1989, et c’est en 1992 qu’il débute la peinture murale à la bombe aérosol. Il se fait connaître non par son style abstrait (free style), mais bien par son nom « taguer » et ses actes de vandalismes répétés. Y prenant goût, il va se faire connaître de tous, graffeurs comme policiers. 
Grâce à son caractère entreprenant, persévérant et combatif, il est gracié par le Roi[réf. nécessaire]
Les murs ne lui suffisant plus. En 2001 il se met à la peinture sur toile. Depuis cette année-là, jusqu'à aujourd’hui on peut comptabilise plus de 300 toiles à son actif. Il travaille particulièrement les perspectives ainsi que le dynamisme, les formes, de la vitesse, et des couleurs.
Il est le fondateur de Asbl Tarantino en 2006. Il s’occupe de l’organisation, conception, réalisation d’événement artistiques urbains de renommée internationale. Asbl Tarantino] réunit des graffeurs de nombreuses nationalités. Elle a acquis une notoriété dans le milieu spécialisé du graffiti, puis s'est fait remarquer du public par son originalité stylistique et ses thèmes, aussi que par la grandeur de ses réalisations.
Son travail actuel se base quasi essentiellement sur toiles.

## Expositions et conception organisation d’événements
2011
- Il crée un collectif d’artistes, dans un immeuble au cœur de Bruxelles.
- Créations en cours de plusieurs fresques monumentales dans le centre de Bruxelles.
- Exposition « Ceci n'est pas une expo », hôpital inoccupé, chaussée de Wemmel 229 à 1090 Jette les 4, 5 et 6 mars 2011. De nombreuses fresques pour les privés et pour de nombreux événements.
- Jury de sélection pour la fresque « Rue de Belgrade »

2010
- Mixture Urbaine, le « Festival » de plus de 60 artistes et 1 500 m2 de murs. Partenaire Commune de Jette, Bruxelles Laïque et Zulu Nation, Communauté Française.
- Atomix réhabilitation de 20 000 m2 dédier au graffiti.
- De nombreuses fresques pour les privés et pour de nombreux événements.

2009
- Mixture Urbaine, le « Festival » de plus de 50 artistes et 1 000 m2 de murs. Partenaire Commune de Jette, Communauté Française.
- Atomix réhabilitation de 20 000 m2 dédier au graffiti.
- De nombreuses fresques pour les privés et pour de nombreux événements, swatch, smart Mercedes, 20 km de Bruxelles etc.…

2008
- Exposition « parcours d’artistes » dans la commune de Jette.
- Mixture Urbaine, le « Festival » de plus de 50 artistes. Partenaire Commune de Jette.
- Brussel’s graffiti « De Wand » Partenaire La Région Bruxelloise, le Ministre des transports. Pour une surface de 3000m² de murs.
- De nombreuses fresques pour les privés et pour de nombreux événements.

2007
- Exposition « parcours d’artistes » dans la commune de Jette.
- Mixture Urbaine, Partenaire Commune de Jette, sur une surface 1 000 m2.
- Brussel’s graffiti « De Wand » Partenaire La Région Bruxelloise, le Ministre des transports. Pour une surface de 2 000 m2 de murs.
- De nombreuses fresques pour les privés et pour de nombreux événements.

2006
- « Brussel’s graffiti » dans le cadre du Festival Place du printemps, Partenaire ville de Bruxelles, MABRU asbl, 1 000 m2.
- Mixture Urbaine, Partenaire Commune de Jette, sur une surface 300 m2.
- De nombreuses fresques pour les privés et pour de nombreux événements.

2005-1994
- « Atelier à ciel ouvert, murs d’expressions libre »
- « Peinture contemporaine selon l’école du graffiti »
- Jury de sélection pour « 5 œuvre pour l’économie sociale »
- Participation a l’exposition « L’art au secours de l’habitat »
- « Mieux vivre son quartier quand le gris devient couleurs », Partenaires Les Villas de Ganshoren, La Cabane asbl.
- Participation a l’événement Européen « Write for gold » (Pays-Bas)
- Participation aux « Parcours d’artistes » (Jette, St Gilles)
- Participation au « Festival de Mantone » (Italie)
- De nombreuses fresques murales de plus de 30 m2, pour les privés et pour de nombreux événements.